# 송일곤
송일곤(1971년 1월 1일 ~ )은 대한민국의 영화 감독, 영화 각본가이다.

## 학력
- 서울예술대학 영화과
- 폴란드 우츠국립영화학교

## 작품
- 1997년 《광대들의 꿈》 - 각본, 연출
- 1998년 《간과 감자》 - 각본, 연출
- 1999년 《소풍》 - 각본, 연출
- 2001년 《꽃섬》 - 각본, 연출
- 2004년 《미소》 ... 지석 역
- 2004년 《거미숲》 - 각본, 연출
- 2005년 《깃》 - 각본, 연출
- 2006년 《마법사들》 - 각본, 연출
- 2009년 《시간의 춤》 - 연출
- 2011년 《미안해, 고마워》 - 연출
- 2011년 《오직 그대만》 - 각본, 연출
- 2012년 《시간의 숲》 - 연출

## 경력
- 1997년 독일 라이프치히 국제 학생영화제 초청
- 1997년 폴란드 크라쿠프 국제 단편영화제 초청
- 1997년 일본 이미지 포름 국제 영화제 초청
- 1998년 제22회 홍콩국제영화제 초청
- 1998년 부산국제영화제 와이드앵글부문 초청
- 1999년 제5회 미국 Palm Springs 국제 단편영화제 개막작 초청
- 1999년 제29회 로테르담 국제 영화제 단편부문 초청
- 2000년 제31회 로테르담 국제 영화제 초청
- 2000년 제51회 멜버른 국제 영화제 경쟁부문 초청

## 수상
- 1997년 제3회 서울 세계 단편 영화제 우수작품상 《광대들의 꿈》
- 1997년 제30회 샌프란시스코 국제 영화제 단편 다큐멘터리 부문 동상 《광대들의 꿈》
- 1998년 제4회 폴란드 토룬 카메라 이미지 국제 영화제 최우수 단편영화상 《간과 감자》
- 1998년 제4회 시에나 국제단편영화제 심사위원특별상 《간과 감자》
- 1998년 제4회 서울 세계 단편 영화제 대상 《간과 감자》
- 1998년 제4회 서울 세계 단편 영화제 관객상 《간과 감자》
- 1999년 칸 영화제 단편 경쟁부문 심사위원대상 《소풍》
- 1999년 제36회 대종상영화제 단편영화상 《소풍》
- 1999년 제7회 ASPEN 국제 영화제 심사위원특별상 《소풍》
- 1999년 제6회 바르셀로나 아시안 영화제 단편경쟁부문 최우수 단편영화상 《소풍》
- 1999년 멜버른 국제 영화제 단편 대상 《소풍》
- 2001년 제58회 베니스국제영화제 경쟁부문 젊은비평가상 《꽃섬》
- 2001년 제6회 부산국제영화제 최우수 아시아 신인작가상 《꽃섬》
- 2001년 제6회 부산국제영화제 국제비평가상 《꽃섬》
- 2001년 제6회 부산국제영화제 관객상 《꽃섬》
- 2001년 한국영화평론가협회상 신인감독상 《꽃섬》
- 2001년 제2회 도쿄필름엑스영화제 그랑프리 《꽃섬》
- 2002년 제25회 예테보리국제영화제 NETPAK 아시아 영화상 《꽃섬》
- 2002년 프리부르 국제영화제 심사위원 특별언급상 《꽃섬》
- 2002년 프리부르 국제영화제 국제비평가상 《꽃섬》
- 2011년 제19회 대한민국 문화연예대상 영화부문 감독대상 《오직 그대만》